# White Star (Verlag)
Das Verlagshaus White Star S.r.l. ist ein italienischer Buchverlag für Bildbände, Reiseführer, Kochbücher, Autobücher, Tierbücher und Geschenkbücher mit Hauptsitz in Mailand.

## Geschichte
Der Verlag 'White Star S.r.l.' wurde 1984 im italienischen Vercelli von Valeria Manferto De Fabianis und Marcello Bertinetti gegründet. Das Ziel war Bildbände zu produzieren und in diesem Marktsegment Fuß zu fassen. Das Logo war ein weißer fünfeckiger Stern mit der Spitze nach oben zeigend. In den ersten Jahren war es ein Verlag für Monografien und Bildbände über Städte, Regionen, Länder, Geokartographie und Zeitalter. Die beiden Gründer arbeiteten bei vielen Büchern zusammen und banden ihre Familien mit ein, beispielsweise waren Marcello Bertinetti und Angela White Bertinetti für die Fotos zuständig, Valeria M. De Fabianis für die Texte und Carlo De Fabianis für die grafische Umsetzung. Im Ausland publizierte White Star, indem Lizenztitel an besser vernetzte Verlage vergeben wurden.
Ab 1987 wurde die Marke 'Edizioni White Star' entwickelt, um auf dem Buchdeckel zu werben.
Das Logo des weißen Sterns wurde weiterhin auf dem Buchrücken verwendet.
Von 1990 bis 1992 experimentierte der Verlag mit einem neuen Logo, das ein 'Ws' in Form einer stilisierten Ente darstellte. Es wurde auf Deckel und Rücken verwendet.
Daran anschließend wurde bis 1997 ein schützensfähiges Logo 'Edizioni White Star' auf dem Buchdeckel verwendet. Danach fehlte jedes Verlagslogo auf dem Deckel bis 2009.
Der Verlag entwickelte zu der Zeit diverse Marken für Märkte in Europa wie auch in Übersee und gründete Tochterfirmen in Paris und Wiesbaden.
Wegen des Schwerpunktes auf hochwertigen Fotografien baute der Verlag ein firmeneigenes Fotoarchiv auf, aus dem freie Autoren ihre Bücher bebildern konnten.
Im September 2005 öffnete die deutsche Niederlassung 'White Star Verlag GmbH' in Wiesbaden, um Werbung und Vertrieb für die ins Deutsche übersetzten Druckerzeugnisse zu intensivieren. Dazu gehörte auch ein deutschsprachiger Internetauftritt. Die darüber angebotenen Verlagsprodukte umfassten 2007 121 Buchtitel und 4 Kalender. Bald wurde der Vertrieb und die Auslieferung für die deutschsprachige Produktlinie an die 'THM' in München gegeben. Das Büro in Deutschland beendete die Arbeit im Mai 2009 und wurde Ende 2010 liquidiert.
Während der Expansion ging der Verlag 'White Star S.p.A.' im Jahr 2009 in die Insolvenz.
Im Herbst 2009 wurde ein Unternehmen für die Übernahme namens 'Edizioni White Star S.r.l.' gegründet. Die neue Firma wurde zu 35 % von 'DeAgostini S.p.a.', eine Verlagsgruppe im 20 km entfernten Novara bei der 'White Star' viele Bücher drucken ließ, und zu 65 % vom 'Orlando Italy Fund' (Private Equity Fund) kapitalisiert. Ziel war es das gesamte Business von 'White Star' zu übernehmen. Die Gläubigerversammlung entschied am 22. Oktober 2009 über die Modalitäten der Übernahme und wie viel Schuldenlast der neue Verlag übernehmen müsste.
Der neue Verlag führte wieder Logos auf dem Buchrücken 'wS' und auf dem Buchdeckel 'wS Edizioni White Star' für italienischsprachige Druckerzeugnisse und leicht abgewandelt für die anderen Sprachen ein.
Vier Jahre später, 2011, wurde der Verlag zu 100 % von De Agostini übernommen.
In dieser Zeit verschob 'White Star' seine Büros nach Novara.
Der Verlag wurde zur Marke im Verlag 'De Agostini Libri S.p.a.'.
Anfang 2016 wurde der Weiterverkauf des Verlags vorbereitet. Die De Agostini-Gruppe folgte damit ihrer Ankündigung ihr breit aufgestelltes Angebot in der Verlagsgruppe zu verschlanken um effizientere industrielle Strukturen einführen zu können. Die De Agostini-Gruppe wollte die Bereiche Partworks-Zeitschriften, italienische Bildungsmedien, nicht illustrierte Bücher, Kinderbücher und die Satelliten- und Digital-TV-Kanäle von 'De Agostini Digital' stärken. Zu dem Zeitpunkt verkaufte White Star über Verlagskooperationen Lizenztitel in 60 Länder. Direktvertriebe gab es in Italien und über Kooperationen in Frankreich, Deutschland, Großbritannien und USA. Beim Verkauf hatte White Star 27 Mitarbeiter. Der Verlag White Star wurde dann Mitte 2016 an 'NewCo White Star S.r.L.' verkauft. Genau 35 % Unternehmensanteile hält 'Vis Value Partecipazioni', eine Investmentgesellschaft geleitet von Pietro Boroli (damals Vizepräsident von De Agostini, Vorsitzender der De Agostini Buchsparte). Weitere 35 % erwarb 'Nava Press SpA', eine Druckerei für hochwertige Druckerzeugnisse (Unternehmen der von Paolo Bandecchi geleiteten Gruppe von Unternehmen der Bandecchi-Familie). Einen 20 % Anteil hält Roberto Nardini, eingesetzt als Senior Manager (damals Managementberater der Bandecchi-Gruppe, Unternehmensentwickler mit Erfahrung in Produktentwicklung und Innovation). Einen Anteil von 10 % erwarb Andrea Pasquino, derzeit CEO von White Star Srl (vorher in der De Agostini-Produktentwicklung und ab 2009 CEO von White Star in der De Agostini-Gruppe). Mit dem Umbau in der Besitzstruktur wollen die Anteilseigner ihre Fähigkeiten und ihr Wissen in das Unternehmen einbringen um Wettbewerbsvorteile zu erarbeiten, die die Marktmacht in den Zielmärkten stärkt und neue Geschäftsfelder eröffnet. Beispielsweise soll White Star neue Geschäftspartner/Lizenznehmer an die Druckerei 'NavaPress' verweisen.
Der Firmensitz ist in Mailand, aber das operative Geschäft wird vom Firmensitz in Novara aus geleitet.

## Markenstrategie
Im Jahr 2018 publizierte der Verlag unter den Eigenmarken:
- WS Edizioni White Star®, Mailand (vormals: Edizioni White Star; italienisch; Zielmarkt: Italien, Schweiz)[3]
- WS Editions White Star™, Paris (vormals: Editions White Star; französisch; Zielmarkt: Frankreich, Schweiz, Belgien, international)[3]
- WS White Star Verlag (vormals: White Star Verlag; deutsch; Zielmarkt: Deutschland, Luxemburg, Österreich, Schweiz)[3]
- WS White Star Publishers® (vormals: White Star Publishers; englisch; Zielmarkt: Großbritannien, USA, Kanada, international)[3]

Einige Buchreihen laufen unter den Marken:
- White Star Kids / WS Kids (Kinderbuch, Kinderbildband; Eigenentwicklung)
- Le Guide Footprint (Reiseführer für Backpacker; Eigenentwicklung)
- Cube Book (Miniatur-Bildband, Geschenkbuch; Eigenentwicklung)
- Guide Merian (Reiseführer; Eigenentwicklung)
- National Geographic Kids (Kinderbuch; Lizenznehmer seit 2001)
- National Geographic (Erwachsene; Lizenznehmer seit 2001)
- Le Guide Traveler di National Geographic (Reiseführer; Lizenznehmer seit 2001)
- National Geographic Museum (vormals: ScieNceMusEum; Wissenschaft, Lizenznehmer seit 2001)
- Academia Barilla (Kochbücher; Koproduktion)

## Vertrieb
In den USA und Kanada werden die Druckerzeugnisse über Sterling Publishing Co., Inc in Läden vertrieben.
Ab Anfang Januar 2008 übernahm 'Travel House Media' (THM) in München, eine Tochter der Ganske-Verlagsgruppe, den Vertrieb des deutschsprachigen Programms vom 'White Star Verlag' in Wiesbaden. Seine Vertriebspalette erweiterte THM dadurch um weitere Reiseführer aber auch um die Bereiche Kochen, Technik, Bildband und Geschenkbuch. Die Auslieferung übernahm zeitgleich die KNO Verlagsauslieferung. Nach wenigen Jahren gab THM die Vermarktung auf. Ab Jahresanfang 2013 übernahm GeraNova Bruckmann Verlagshaus GmbH für die Länder Deutschland, Österreich und Schweiz den Vertrieb wie auch die Marketing- und Pressearbeit. Im Vorfeld waren etliche Titel in den einzelnen Verlagen des Verlagshauses, z. B. Bruckmann, GeraMond und Frederking & Thaler als Lizenztitel in deutscher Sprache erschienen. Der Verlegerdienst München übernahm zum gleichen Zeitpunkt die Auslieferung. Etwa 100 deutschsprachige Titel der Marke 'White Star Verlag' standen zum Jahresbeginn zur Verfügung. Zwischenzeitlich übernahm ein provisorisches Vertriebsbüro den Vertrieb im deutschsprachigen Raum. Seit Jahresbeginn 2018 ist der 'DK-Verlag' München Vertriebspartner für Deutschland, Luxemburg, Österreich und die Schweiz. Die Auslieferung erfolgt weiterhin durch den 'Verlegerdienst München'.